# 郭家桥乡 (玉田县)
郭家桥乡，是中华人民共和国河北省唐山市玉田县下辖的一个乡镇级行政单位。

## 行政区划
郭家桥乡下辖以下地区：
李公庄村、北朱候村、郭桥村、和平新村、贾闫张村、金丁港村、吕高庄村、蒲李王村、荣辉村、三和村、三兴村、兴旺五村和友谊新村。